# Polygala furcata
Polygala furcata là một loài thực vật có hoa trong họ Polygalaceae. Loài này được Royle miêu tả khoa học đầu tiên năm 1834.